# Llista de parcs nacionals kenyans
El sistema dels parcs nacionals de Kenya és mantingut pel Kenya Wildlife Service. La llista dels parcs nacionals kenyans és la següent:
Parcs nacionals
- Parc Nacional d'Aberdare
- Parc Nacional d'Amboseli
- Parc Nacional d'Arabuko Sokoke
- Parc Nacional de Central Island
- Parc Nacional de Hell's Gate
- Parc Nacional de Kora
- Parc Nacional del llac Nakuru
- Parc Nacional de Marsabit
- Parc Nacional de Meru
- Parc Nacional del Mont Kenya
- Parc Nacional del Mont Elgon
- Parc Nacional de Nairobi
- Parc Nacional de Ruma
- Parc Nacional de Saiwa Swamp
- Parc Nacional de Sibiloi
- Parc Nacional de Tsavo East
- Parc Nacional de Tsavo Oest

Reserves
- Reserva Nacional de l'illa de Ndere
- Reserva Nacional del Bosc de Kakamega
- Santuari Impala de Kisumu
- Reserva Nacional de Samburu
- Reserva Nacional de Buffalo Springs
- Santuari d'elefants de Mwaluganje
- Reserva Nacional de Shimba Hills
- Reserva Nacional de Masai Mara
- Reserva Nacional de Mwea

Parcs marins
- Reserva Marina Nacional de Kiunga
- Parc Nacional Marí de Kisite-Mpunguti
- Reserves i Parcs de Malindi i Watamu
- Parc Nacional i Reserva Nacional Marina de Mombasa
- Reserva Nacional Marina de Mpunguti
- Reserva del delta del Tana